# Вентворт (Міссурі)
Вентворт (англ. Wentworth) — селище (англ. village) в США, в окрузі Ньютон штату Міссурі. Населення — 98 осіб (2020).

## Географія
Вентворт розташований за координатами 36°59′36″ пн. ш. 94°4′32″ зх. д. / 36.99333° пн. ш. 94.07556° зх. д. (36.993218, -94.075485).  За даними Бюро перепису населення США в 2010 році селище мало площу 0,48 км², уся площа — суходіл.

## Демографія
Згідно з переписом 2010 року, у селищі мешкало 147 осіб у 54 домогосподарствах у складі 41 родини. Густота населення становила 309 осіб/км².  Було 68 помешкань (143/км²).
Расовий склад населення:
| - 97,3 % — білих - 2,0 % — корінних американців - 0,7 % — чорних або афроамериканців |

До двох чи більше рас належало 0,0 %. Частка іспаномовних становила 0,0 % від усіх жителів.
За віковим діапазоном населення розподілялося таким чином: 26,5 % — особи молодші 18 років, 61,3 % — особи у віці 18—64 років, 12,2 % — особи у віці 65 років та старші. Медіана віку мешканця становила 38,2 року. На 100 осіб жіночої статі у селищі припадало 113,0 чоловіків;  на 100 жінок у віці від 18 років та старших — 120,4 чоловіків також старших 18 років.
Середній дохід на одне домашнє господарство  становив 40 493 долари США (медіана — 41 458), а середній дохід на одну сім'ю — 47 403 долари (медіана — 46 250). Медіана доходів становила 26 250 доларів для чоловіків та 26 563 долари для жінок. За межею бідності перебувало 7,8 % осіб, у тому числі 0,0 % дітей у віці до 18 років та 0,0 % осіб у віці 65 років та старших.
Цивільне працевлаштоване населення становило 57 осіб. Основні галузі зайнятості: транспорт — 22,8 %, виробництво — 19,3 %, освіта, охорона здоров'я та соціальна допомога — 14,0 %, роздрібна торгівля — 12,3 %.